# 马林百列社区综合大厦
马林百列社区综合大厦（英語：Marine Parade Community Building）是一所位于新加坡马林百列的社区中心。于2000年开幕，此大楼将原本发个多处的马林百列民众俱乐部，马林百列公共图书馆，以及一个舞团（The Necessary Stage）结合在一个屋檐下。由 William Lim Associates（林少偉建筑事务所）设计，此大楼最引人注目的地方是大楼外观的裝置藝術。此名为「Texturefulness of Life」（生命的质感）的裝置藝術是新加坡最大的户外裝置藝術。

## 历史
此建筑位于填海地段，原先于1980年早期间被马林百列民众俱乐部所占用。于1995年，人民协会（人协）宣布计划花费一亿新元提升54楼龄已超过十岁个民众俱乐部。增加的设施例如电梯、舞蹈工作室、卡拉OK厅等。新民众俱乐部也采用开放的概念，办公室于接待区会对外开放。
于1995年，时任总理的吴作栋要求人民协会研究民众俱乐部与其他社区设施（例如图书馆、舞团）结合在一所大楼的构思。吴作栋（也是马林百列议会的成员），建议当时获选参与翻新的马林百列民众俱乐部所于马林百列公共图书馆和一个舞团（名称为“The Necessary Stage”）结合在一个屋檐下。 于1996年，时任人协副主席的黄根成宣布，由于新加坡土地有限，八个获选参与翻新的民众俱乐部将与其这区用户共享一座大楼。马林百列民众俱乐部是其中之一。
由于30%的升级费用必须由民众俱乐部支付，民众俱乐部并主办了好多项筹款活动其中包括音乐会与高尔夫球锦标赛。这些筹款活动共筹集六百万新元。 旧俱乐部于1997年拆除，新大楼于在旧大楼拆除后开始新建。SAL 建设是该项目的主要承包商，建筑费为0.3亿新元。新大楼于2000年1月落成，3月对外开放，6月正式开幕。吴作栋本人主持了开幕典礼。

## 设施

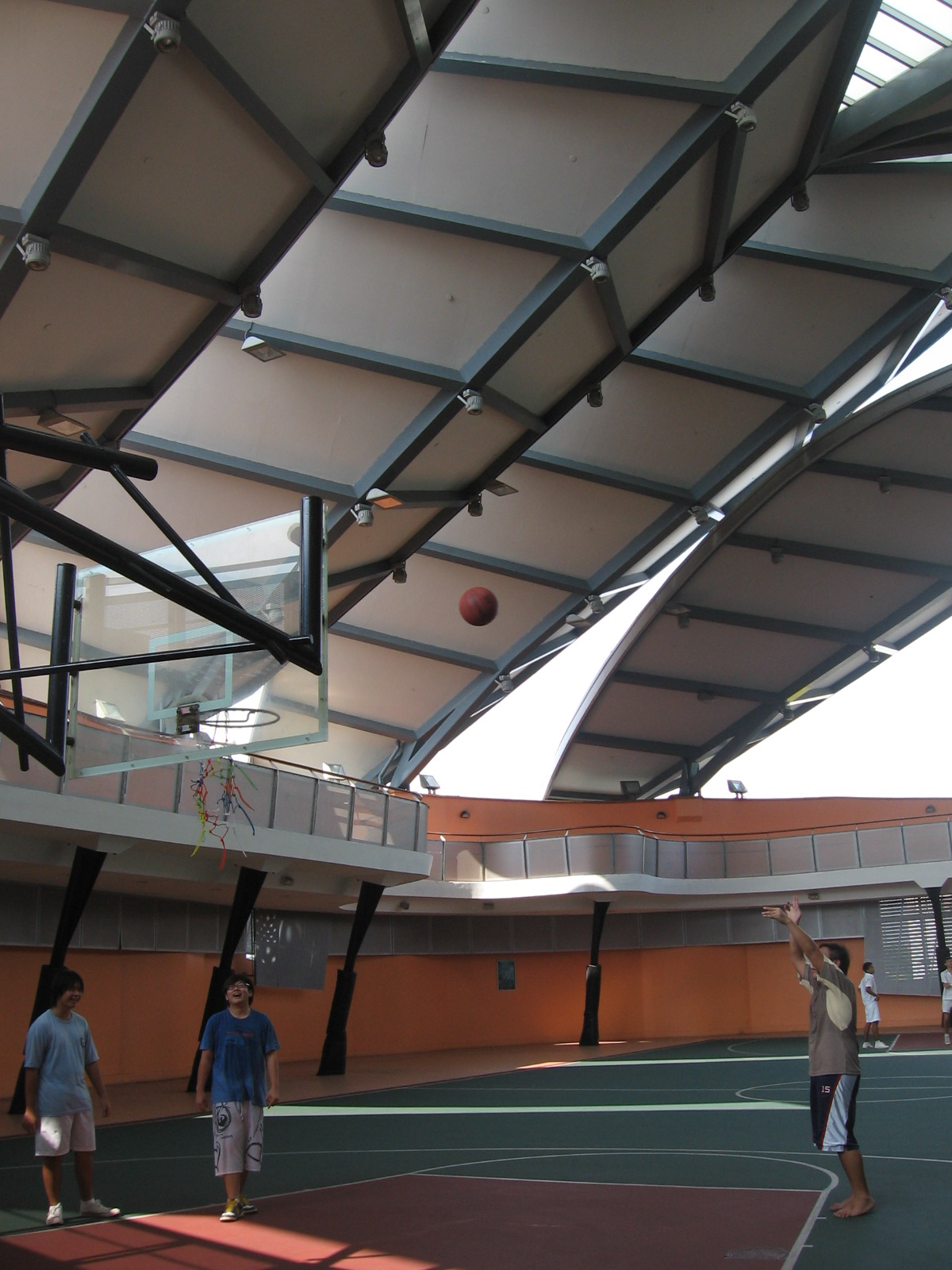
马林百列社区综合大厦设有一个有盖篮球场，屋顶灵感来自棕榈树叶

马林百列社区综合大厦目前容纳的马林百列民众俱乐部、马林百列公共图书馆和一个专业戏剧团体（The Necessary Stage）。

### 马林百列民众俱乐部
与2000年开幕，马林百列民众俱乐部设有一个健身房，一个有盖篮球场以及一个室内运动场。里头也有一个263座位的影院以及数个活动室。

### 马林百列公共图书馆
于1978年11月以马林百列社区图书馆名称在马林百列镇中心开幕。图书馆是新加坡的历史第二悠久的公共图书馆和唯一一所建在填海土地上的公共图书馆。于2000年5月正式在新址开幕。旧址现在由一所超市占据。
图书馆占据马林百列社区综合大厦的四层楼，面积为3,500平方米（37,675平方英尺）。该图书馆拥有超过150万本书籍供借閱。地面层有一个咖啡厅。

### The Necessary Stage 舞团
The Necessary Stage 舞团占据马林百列社区综合大厦的地下层。面积为672平方米（7467平方英尺）。舞团耗资两百万新元装修新场地，并拥有一个120座位的剧场。

## 建筑

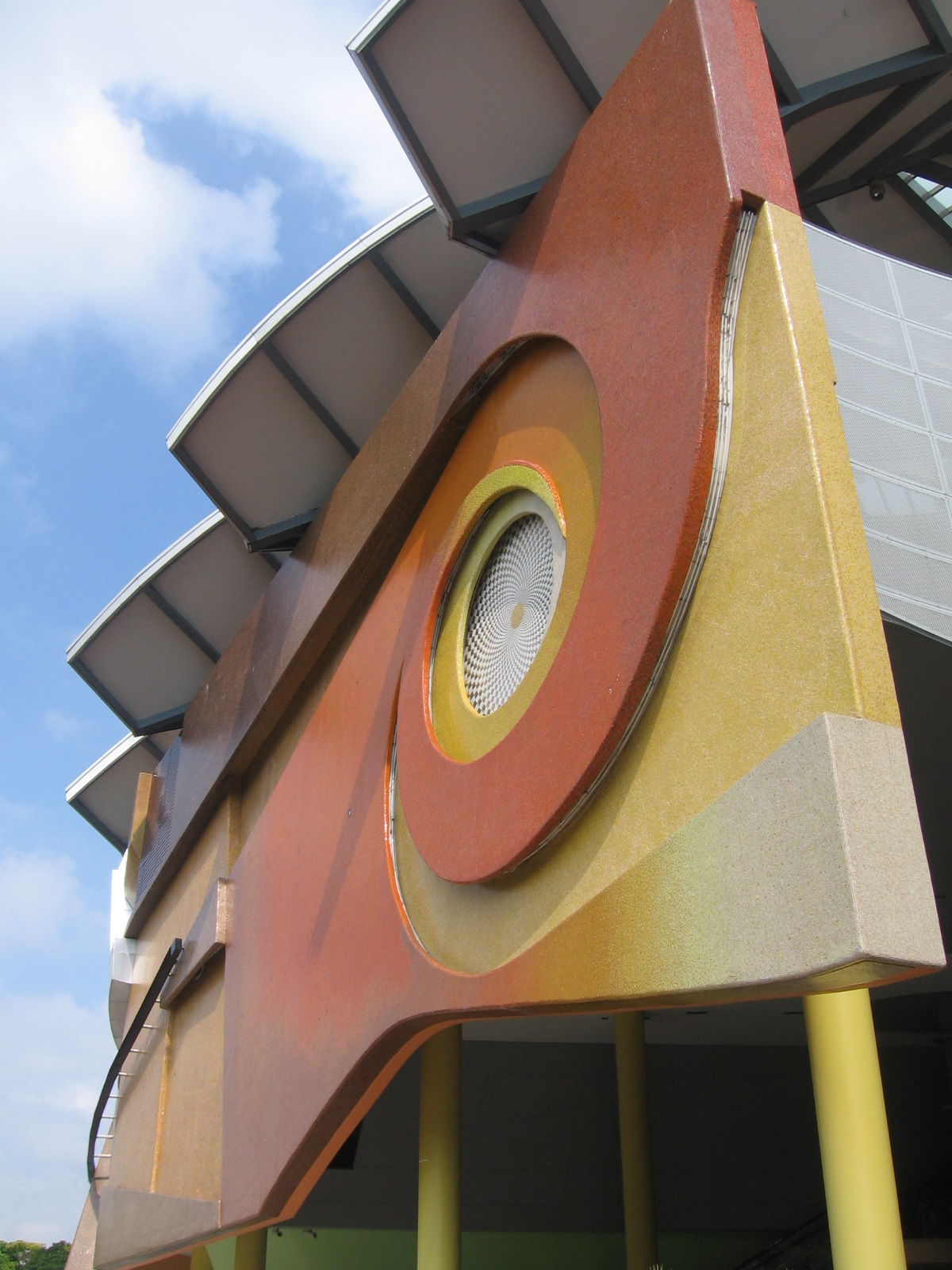
该中心的壁画是新加坡最大的户外裝置藝術，灵感来自巨人的眼睛

总体而言，马林百列社区综合大厦建筑以「龙」为灵感。屋顶与艺术作品像是龙眼，图书馆的百叶窗被看作是尾翼。

### 设计概念
由于位处建屋发展局组屋区内，马林百列社区综合大厦的设计试图融把大厦融入社群内，作为一站式为整个家庭服务的社区大厦。设计由新加坡建筑师林少偉的 William Lim Associates 设计所提出，并采用了多种建筑材料和形式，符合后现代的设计元素。

### 外墙壁画
中心外墙的壁画是出于泰国建筑师 Surachai Yeamsiri 之手。 这幅壁画是新加坡最大最大的户外安装技术，测量为63米×12米（207×39英尺），弯曲部位并涵盖大楼的北和东面。这壁画被称为「Texturefulness of Life」（生命的质感），艺术品使用的各种材料制作，例如玻璃和木材。艺术品的核心是一个灵感来自于巨人的眼睛圆形装置。